# Палацо Адријано
Палацо Адријано (итал. Palazzo Adriano) је насеље у Италији у округу Палермо, региону Сицилија.
Према процени из 2011. у насељу је живело 2098 становника. Насеље се налази на надморској висини од 690 м.

## Становништво
Према резултатима пописа становништва 2011. у општини је живело 2.227 становника.
| 1931. | 1936. | 1951. | 1961. | 1971. | 1981. | 1991. | 2001. | 2011. |
| ----- | ----- | ----- | ----- | ----- | ----- | ----- | ----- | ----- |
| 4.254 | 4.162 | 4.273 | 3.769 | 3.081 | 3.035 | 2.767 | 2.530 | 2.227 |